# Гулова Зулайхо Сохібназарівна
Зулайхо Сохібназарівна Гулова (нар. 1949, тепер Таджикистан) — радянська діячка, новатор виробництва, бригадир рільничої бригади колгоспу «XXII партз'їзд» Орджонікідзеабадського району Таджицької РСР. Член Центральної Ревізійної Комісії КПРС у 1986—1990 роках. Депутат Верховної ради Таджицької РСР 11-го скликання. Народний депутат СРСР у 1989—1991 роках.

## Життєпис
У 1964—1980 роках — колгоспниця колгоспу «XXII партз'їзд» Орджонікідзеабадського району Таджицької РСР.
З 1980 року — бригадир рільничої бригади колгоспу «XXII партз'їзд» Орджонікідзеабадського району Таджицької РСР.
Член КПРС з 1983 року.
У 1980-х роках закінчила заочно Таджицький сільськогосподарський інститут.
У 1990—1991 роках — член комісії Ради національностей СРСР з питань соціального і економічного розвитку союзних і автономних республік, автономних областей і округів.

## Нагороди і звання
- ордени
- медалі